# نورمان بولوك
نورمان بولوك (بالإنجليزية: Norman Bullock)‏ (1932 في المملكة المتحدة - 2003) هو لاعب كرة قدم بريطاني في مركز جناح ‏. لعب مع أستون فيلا ونادي ريل ونادي تشستر سيتي.